# 比约济
比约济（法語：Bieuzy，法語發音：[bjøzi]）是法国莫尔比昂省的一个旧市镇，位于该省中部偏西北，属于蓬蒂维区。2019年，比约济与市镇普吕梅利欧合并为新市镇普吕梅利欧-比约济。

## 地理
比约济（47°58'57"N, 3°3'51"W）面积18.98 平方千米，位于法国布列塔尼大區莫尔比昂省，该省份为法国西北部沿海省份，位于布列塔尼半岛南部，北起阿摩尔滨海省、西接菲尼斯泰尔省，南濒大西洋，东南接大西洋卢瓦尔省，东临伊勒-维莱讷省。
与比约济接壤的市镇（或旧市镇、城区）包括：勒苏恩、普吕梅利欧、梅尔朗、盖恩。

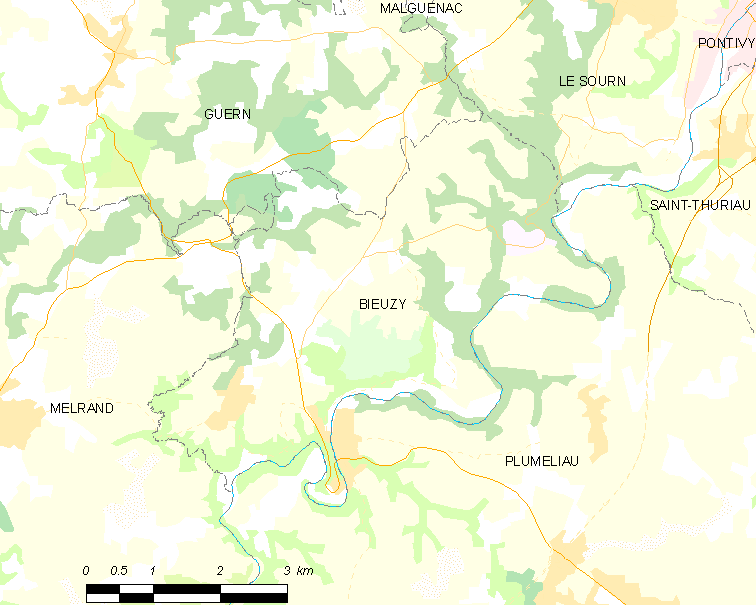
比约济的OSM定位图

比约济的时区为UTC+01:00、UTC+02:00（夏令时）。

## 行政
比约济的邮政编码为56310，INSEE市镇编码为56016。

## 政治
比约济所属的省级选区为蓬蒂维县。

## 人口

1962-2008年间比约济人口变化图示

比约济于2018年1月1日时的人口数量为776人。